# Elodes limbatus
Elodes limbatus là một loài bọ cánh cứng trong họ Scirtidae. Loài này được Carter miêu tả khoa học năm 1937.